# Bibliografski zapis
Bibliografski zapis je unos jedinstvenog prikaza i opisa određenog sadržaja u bibliografske baze podataka koja sadrži podatke i elemente potrebne za identifikaciju i pretraživanje, kao i dodatne postojeće informacije. Dodatne informacije mogu podržati određene funkcije, kao što su baze podataka za pretraživanje ili pregledavanje, može i bolje poslužiti prezentaciji sadržaja stavki u bazi podataka (npr. članak na sažetak).
Bibliografski zapis se obično pronalazi u bibliografskoj bazi podataka po autoru, naslovu, pojmu ili ključnoj riječi. Sve češće, iz bibliografskih baza podataka pogotovo u slučaju novijih radova (nekoliko posljednjih godina) uz pomoć hyperlinka moguće je doći i do digitalnih oblika originalnih dokumenata.
Bibliografski zapis može predstavljati širok izbor objavljenih sadržaja. Proces stvaranja, razmjene i očuvanja bibliografskih zapisa naziva se bibliografske kontrole. 

## Povijest
Najraniji poznati bibliografski zapis vjerskih sadržaja potječu iz 2000. godine prije Krista.
U staroj Grčkoj bibliografski zapisi su zabilježeni na drvenim pločama koje se zovu pinakes. Današnji oblici bibliografskih zapisa potječu iz vremena tradicionalnih knjižnica.

### Vrste bibliografskih baza podataka
Razlikujemo dva tipa bibliografskih baza podataka – prve su isključivo enumerativne i odnose se na sistematske popise građe dostupne nekoj službi ili ustanovi, a druge su zbirke zapisa o aktualnim ili arhivskim publikacijama ili člancima.
Prvi tip sastoji se od raznih sustava, od kojih je možda najbitnije, spomenuti OPAC sustave (Online Public Access Catalog) prisutne u knjižnicama. OPAC sustavi sistematski propisuju građu dostupnu unutar knjižnice, zajedno sa signutarama, te se sastoje od bibiografske baze i sofisticiranima, te se sastoje od bibliografske baze i sofisticiranog sustava pretraživanja navedene baze, sukladno bibliografskim standardima. 
Drugi tip sadrži bibliografski opis obuhvaćenih dokumenata, različit za različite tipove dokumenta, sažetak rada, te indeksne pojmove u obliku slobodnih ključnih riječi ili deskriptora. Po tematici baza podataka može obuhvaćati znanstvenu ili poslovnu literaturu kao obične vijesti. Takve baze prvenstveno služe za pretraživanje i pronalaženje relevatnih referenci, da bi na tom tragu mogli doći i do originalnih dokumenata referiranih u bazi podataka.
Ove baze podataka su djelomično enumerativnog i djelomično analitičkog karaktera. To su baze koje uz popise publikacija objavljuju i sažetke, podatke o citiranosti, a ponekad i veze na cjelovite tekstove članaka. Najčešće su komercijalne, pri čemu najkomercijalnije baze imaju i najveću posjećenost, zbog najboljeg analitčkog karaktera. Primjeri takvih baza su Scopus, ISI Thomson Web of Knowledge, ScienceDirect i slične zbirke publikacija. Ove zbirke pristu svojem bibliografskom sadržaju pružaju putem mjesečnih ili godišnjih pretplata. Biblografske baze podataka otvorenog pristupa su besplatne, a vjerojatno najpoznatija jest Directory of open access journals.
Neke biblografske baze su kompilacije više bibliografskih baza. Takve baze uglavnom redovito skupljaju podatke iz dostupnih im bibliografskih baza, te konstruiraju unificirane bibliografske popise. Najčešće bibliografska jedinica u ovakvim bazama sadrži standardne informacije o nevedenoj publikaciji, uz dodatak matične baze iz koje je bibliografska jedinica preuzeta. Jedan primjer takve baze je isbndb.com.
Evalucija odnosno vrednovanje bibiografskih baza podataka ima dva cilja: da se utvrdi kvaliteta baze podataka za našu problematiku. Naime baza podataka može biti kvalitetna, ali ako ne pokriva dovoljno naše područje interesa tada moramo pronaći takvu koja nam više odgovara ili ćemo morati koristiti više njih kako bi kvalitetno riješili naš problem. Takvo je rješenje obično skuplje i kompliciranije nego korištenje jednog izvora.

### Bibliometrija
Bibliometrija je metoda kojom se kvantativno proučavaju skupovi bibliografskih zapisa ljudskog stvaralaštva (izravno tiskanih na papiru a odnedavna i zapisani na računalu), tj. najvećeg dijela zabilježenog znanja. Bibliografske baze podataka iznimno su korisne za provedbu bibliometrijskih postupaka. Pošto se baze podataka nalaze na računalima, podatcima je iznimno lako baratati, te je moguće izvesti niz radnji statističke i kvantativne analize na njima. Zbog toga se nerijetko bibliografske baze podataka određenih ustanova kombiniraju s bibliometrijskim programima u zajedničke sustave.
Izvori za bibliometrijsku analizu su zabilježena znanja, ali u prikupljenom, i donekle sistematiziranom obliku kao što su bibliografije, katalozi, indeksi, podaci sekundarnih informacijskih službi, odnosno razne računalne baze podataka.
Bibliometrija se bitno razvila primjenom računala, koliko zbog stvaranja računalnih baza podataka, toliko i zbog korištenja računala za izdavanje potrebnih podataka, njihovo sređivanje na nove načine, te u statističkoj obradi.
Bibliometrijski su već rano bile uočene pravilnosti u raspodijeli različitih vrsta podataka, koje se prema autorima što su ih prvi opisali nazivaju zakonima s njihovim imenima. Tako, Lotkin zakon formulira raspodjelu autora koji obavljaju u nekoj disciplini u odnosu na njihovu produktivnost; Bradfordov zakon raspršenja odnosi se na raspodjelu učestalosti publikacija (obično časopisa) u nekom tematskom području, ili članka u određenom skupu časopisa; Zipfov zakon izveden je iz zaspodjele riječi u određenom skupu dokumenata, na temelju učestalosti pojavljivanja. Zajednička je karakteristika svih bibliometrijskih raspodjela neravnomjernost (asimetričnost) s izraženom tendencijom da se podaci, neovisno o tipu s jedne strane koncentriraju u malom broju analiziranih jedinica (npr. mali broj autora proizvodi velik broj radova, literatura iz jednog područja koncentrirana je u malom broju časopisa itd.), a s druge strane, rasprašuju se tako da ima uvijek velik broj jedinica s minimalnim doprinosom.
Bibliometrija je za publikacije što i demografija za ljude; bibliografije, koje joj pružaju temeljne podatke („sirovinu“) usporedive su s popisima stanovništva. Kao što se ne zahtjeva da demografi poznaju osobno ljude što ih proučavaju u skupinama.

## Vanjske poveznice
- Siniša Maričić, Bibliometrija  Arhivirana inačica izvorne stranice od 21. veljače 2009. (Wayback Machine), 22. siječnja 2003., Zagreb (14.01.2012.)
- Elementi za evalaciju bibliografskih baza podataka,   Arhivirana inačica izvorne stranice od 17. svibnja 2009. (Wayback Machine) (14.01.2012.)